# Dolmen von Frestedt
Der Dolmen von Frestedt ist ein neolithischer Rechteckdolmen mit der Sprockhoff-Nr. 154. Er entstand zwischen 3500 und 2800 v. Chr. als Megalithanlage der Trichterbecherkultur (TBK).

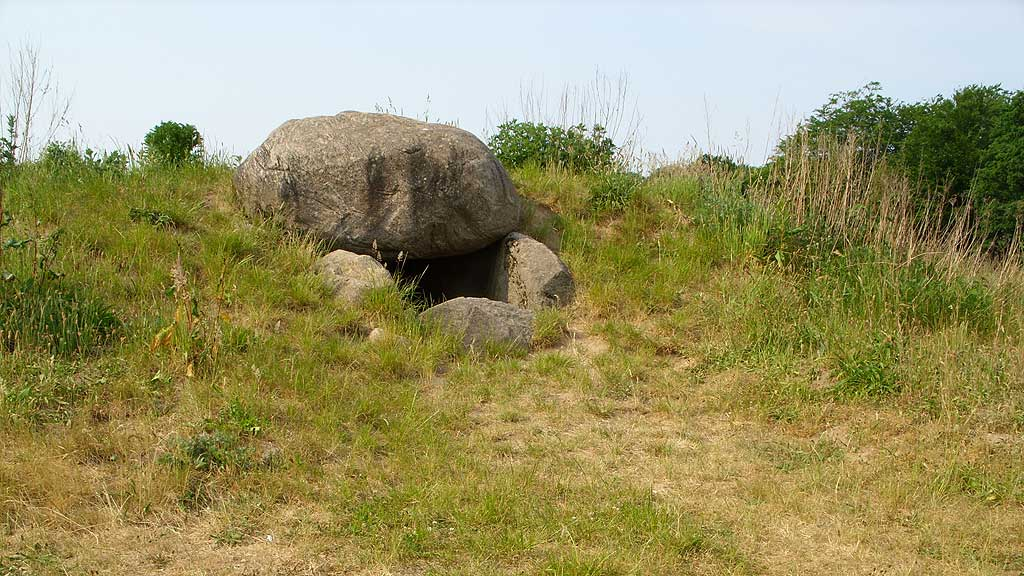
Großsteingrab von Frestedt

## Lage
Das Großsteingrab lag in Frestedt im Kreis Dithmarschen in Schleswig-Holstein. Ausgrabungen erfolgten 1934 (Carl Rothmann) und 1964 (Claus Ahrens 1925–1998). Mitte der 70er Jahre wurden die fünf Tragsteine nach Heide verbracht und dort im Museum aufbewahrt. Nach der Schließung des Heimatmuseums in Heide wurde das Grab auf dem Gelände der AÖZA in Albersdorf entsprechend den Aufzeichnungen von 1964 restauriert. Zwischenmauerwerk, Kammerboden und Decksteine wurden dabei durch neue Steine ersetzt.

## Beschreibung
Die Anlage lag ursprünglich in einem 0,5 m hohen, stark abgeflügten Rundhügel von etwa fünf bis acht Meter (nach Ahrens sogar 10 m) Durchmesser, am oberen Rand eines zur Süderauniederung abfallenden Hanges. Der aus Sand aufgeschüttete Hügel reichte nach C. Rothmann ursprünglich bis unter die Decksteine.

## Die Kammer
Die trapezoide Kammer hat Innenmaße von 2,1 × 1,1–1,3 m. Sie besitzt fünf Tragsteine, zwei je Langseite und ein Schlussstein im Nordwesten. Im Zugang steht ein Eintrittstein der nur 0,3 m niedriger ist als die seitlichen Tragsteine. Die glatte Seite der Tragsteine stand nach innen. Die Langseiten waren leicht, der Schlussstein stärker nach innen geneigt (Überhang 20 bzw. 40 cm). Die Tragsteine wurden ohne Verkeilsteine in eingetiefte Fundamentgruben gesetzt. Die Tragsteine der Südwestseite waren etwa 1,2 m, die der Nordostseite 1,4 bzw. 1,5 m hoch. Um einen höhengleichen Abschluss der Oberkanten zu erhalten, hatte man die höheren Tragsteine tiefer im Boden eingelassen. Von den ursprünglichen beiden Decksteinen war einer in Bruchstücken erhalten. Die Basis des Zwischenmauerwerkes war nur an einer Ecke gut erhalten. Die sorgfältig geschichtete Füllung aus Quarzitplatten bildete an der Kammerinnenseite eine nahezu ebene Fläche.
Der Kammerboden der eingetieften Anlage lag 0,3–0,4 m unter der alten Oberfläche. Das Bodenpflaster aus fest gefügten Rollsteinen, mitunter mit bis zu 0,15 m Durchmesser, war im Süden leicht gestört. Darüber waren walnuss- bis fingergroße, zerbrannte Feuersteinstücke gestreut, die im Randbereich der Tragsteine eine dünnere Schicht bildeten. Das Pflaster wurde bei der Ausgrabung im Jahre 1934 entfernt. C. Ahrens beobachtete auf der Kammersohle eine sehr feste 1–2 cm mächtige Brandschicht – grau mit schwarzen Flecken, die von zerbrannten Feuersteinstücken bis zu Daumengröße durchsetzt war. Die ovale Fläche (1,65 × 1,1 m) reichte an keiner Stelle an die Tragsteine heran. Über der Brandschicht, die wohl zur Ausfeuerung der Anlage gehört, muss das Rollsteinpflaster gelegen haben.
In der Südostecke der Kammer war eine etwa 0,1 m tiefe, runde Mulde von etwa 0,25 m Durchmesser in den gewachsenen Boden eingetieft. Sie war mit fester grauer Erde und kleinen gebrannten Feuersteinstücken gefüllt. Die Kammer war im Bereich der Zwischenmauerwerke von außen sorgfältig abgedichtet. Vor den Zwickeln lag eine feste Packung aus Ton, die in Höhe der Brandschicht bis 0,4 m mächtig war, und etwa bis zur halben Höhe der Tragsteine reichte. Die Tonpackung war im äußeren Bereich teilweise sehr dicht mit zerschlagenen Feuersteinstücken (bis zu Faustgröße) durchsetzt. Außerhalb der Tonschicht reichte eine weniger dichte Feuersteinpackung fast bis zur Tragsteinoberkante. Im Bereich der Zwischenmauerwerke lag außen vor der Tonschicht eine Packung aus schuppig geschichteten Quarzitplatten (1–7 cm Durchmesser, bis zu 40 cm lang), davor einzelne kopfgroße Feldsteine. An den Nordecken reichte die Ummantelung der Kammer fast bis zur Oberkante der Tragsteine. Die Abdichtung der Langseiten fehlte bis auf zwei Platten an der Westseite (Störung durch Grabung C. Rothmann).

## Funde
Im Norden der Kammer war die bis unter den Deckstein reichende Füllung aus gleichmäßig gelb-bräunlichem Sand weitgehend erhalten. Der Süden war fast ausgeräumt. Zwischen den Tragsteinen der östlichen Langseite lag etwa 0,1 m über dem Bodenpflaster ein Feuersteinbeil.
Im Osten und Norden wurden im Bereich des Hügelfußes zwei kleine mit feinen Holzkohleresten durchsetzte Brandmulden aufgedeckt, die wenig unterhalb der alten Oberfläche lagen. Eine war mindestens zweimal benutzt worden. C. Ahrens hält es für denkbar, dass ein Kranz kleiner Brandmulden die Anlage einfasste.
In der Umgebung der Kammer wurden zahlreiche Feuersteinabschläge, einige Klingen und zerbrannter Feuerstein beobachtet.